# OSS 117 : Le Caire, nid d'espions
OSS 117 : Le Caire, nid d'espions, is een Franse spionage-komedie uit 2006, geregisseerd en mede geschreven door Michel Hazanavicius in zijn speelfilmdebuut. De hoofdrollen zijn voor Jean Dujardin, Bérénice Bejo en Aure Atika . De film speelt zich af in 1955 en volgt de heldendaden van de Franse geheimagent Hubert Bonisseur de La Bath / OSS 117, die naar Caïro wordt gestuurd om de verdwijning van zijn beste vriend en mede-spion Jack Jefferson te onderzoeken, om vervolgens in een web van internationale intriges terecht te komen.
Le Caire, nid d'espions is gebaseerd op de OSS 117-romanreeks van Jean Bruce, maar fungeert eerder als een parodie op het spionagenre dan als een getrouwe bewerking, en beeldt OSS 117 af als een idiote Fransman met een bekrompen kijk op ras, religie, en geslachtsrollen. Een vervolg, OSS 117 : Rio ne répond plus, ook geregisseerd door Hazanavicius en met Dujardin in de hoofdrol, werd uitgebracht in 2009.

## Plot
Het hoofdplot begint met de verdwijning van een OSS- agent, Jack Jefferson, en een Sovjetvrachtschip in Caïro. Agent OSS 117 wordt gestuurd om de gebeurtenissen te onderzoeken, aangezien hij en agent Jefferson een geschiedenis delen, getoond in een korte openingsscène en in flashbacks door de hele film heen. OSS 117 stuit op een web van internationale intriges, waarbij de Fransen, de Sovjets, de Britten, afzonderlijke facties van Egyptenaren, een malle Belgische spion en zelfs een splintergroep van de nazi's vanaf het begin betrokken zijn.
In de hele film heeft de hoofdpersoon twee romantische interesses. De eerste is een Egyptische prinses Al Tarouk, die de charmes van OSS 117 niet kan weerstaan. De tweede is de voormalige assistent van Jack Jefferson, Larmina El Akmar Betouche, die aanvankelijk geen interesse toont in het hoofdpersonage - en in feite tijdelijk een secundaire slechterik wordt vanwege de aanhoudende lompe uitspraken van OSS 117 over haar religie - maar uiteindelijk voor hem valt.

## Rolverdeling
- Jean Dujardin als Hubert Bonisseur de La Bath, alias OSS 117
- Philippe Lefebvre als Jack Jefferson
- Claude Brosset als Armand Lesignac
- Éric Prat als Gilbert Plantieux
- Aure Atika als prinses Al Tarouk
- Bérénice Bejo als Larmina El Akmar Betouche
- François Damiens als Raymond Pelletier
- Constantin Alexandrov als Ieveni Setine
- Laurent Bateau als Nigel Gardenborough
- Richard Sammel als Gerhard Moeller
- Zei Amadis als woordvoerder van de Egyptenaren
- Youssef Hamid als de imam
- Khalid Maadour als de man die OSS 117 volgt
- Arsène Mosca als Loktar,
- Abdallah Moundy als Slimane
- Alain Khouani als hotelreceptionist

## Productie
De film is een voortzetting van de OSS 117-serie spionagefilms uit de jaren vijftig en zestig van de 20ste eeuw, die op hun beurt waren gebaseerd op een reeks romans van Jean Bruce, een productieve Franse populaire schrijver. In plaats van het genre serieus te nemen, parodieert de film de originele serie en andere conventionele spionage- en Eurospy- films, met name de vroege James Bond- serie tot aan de cinematografie, art direction, muziek en kostuum van de jaren zestig. Rijscènes worden bijvoorbeeld allemaal gefilmd met duidelijke doorzichtprojectie, nachtscènes zijn overdag duidelijk gefilmd met een blauwfilter en camerabewegingen zijn eenvoudig, en vermijden de driedimensionale Steadycam- en kraanbewegingen die tegenwoordig gemakkelijk te realiseren zijn. De scène op de luchthaven van Caïro werd gefilmd in de hal van een campus van de Université Panthéon-Assas te Parijs .
Het hoofdpersonage in de OSS 117-serie is een geheim agent van het Office of Strategic Services, Hubert Bonisseur de La Bath, ook bekend onder zijn codenaam OSS 117. Het personage wordt gespeeld door de Franse acteur Jean Dujardin en hij wordt in de film ondersteund door Bérénice Bejo . Het vervolg van de film is OSS 117 : Rio ne répond plus, en Dujardin, Bejo en regisseur Michel Hazanavicius zouden later herenigen voor de Academy Award -winnende The Artist, een film die, net als Caire, nid d'espions, een eerbetoon is aan een vroeger genre van filmmaken. .

## Prijzen
De film won de Golden Space Needle- prijs als de meest populaire film van het Seattle International Film Festival  en de Tokyo Grand Prix-prijs voor de beste film op het Tokyo International Film Festival  in 2006. Het was relatief succesvol aan de kassa in Frankrijk, met een bezoekersaantal van meer dan 2 miljoen. Vanwege de prestaties van de film is er in 2009 een vervolg gemaakt met de titel OSS 117 : Rio ne répond plus .
Critici buiten Frankrijk gaven de film positieve tot gemiddelde recensies. In juni 2009 meldde de recensieaggregator Rotten Tomatoes dat 76% van de critici de film positieve recensies gaven, gebaseerd op 58 recensies, waardoor de film een "Certified Fresh" werd volgens het beoordelingssysteem van de website. Metacritic meldde dat de film een gemiddelde score van 62 van de 100 had, gebaseerd op 20 beoordelingen. In het Verenigd Koninkrijk prees Peter Bradshaw van The Guardian de film in het bijzonder, daarbij verwijzend naar een "veel hogere komediefactor dan de saaie Get Smart, en de meest liefdevol gedetailleerde pastiche sinds Todd Haynes ' Far from Heaven ." 

## Achtergrond
In de eerste scène na de aftiteling bedrijft OSS 117 de liefde met een vrouw die de nicht bleek te zijn van koning Farouk, de laatste koning van het moderne Egypte.
Tijdens de missie wordt de agent in een pijnlijke situatie gebracht waarin hij Oed zou moeten zingen en spelen, hij zingt "Bambino", een oorspronkelijk Italiaans lied, gecomponeerd door Giuseppe Fanciulli en geschreven door Nicolas Salerno, maar een beroemdere versie werd uitgevoerd door de in Caïro geboren Franse zangeres Dalida.